# A come Avventura
A come Avventura è stato un programma di divulgazione scientifica di Roberto Giacobbo e condotto da Alessandra Barzaghi, in onda su Rai 2 dal 2010 al 2014.